# Sealioning

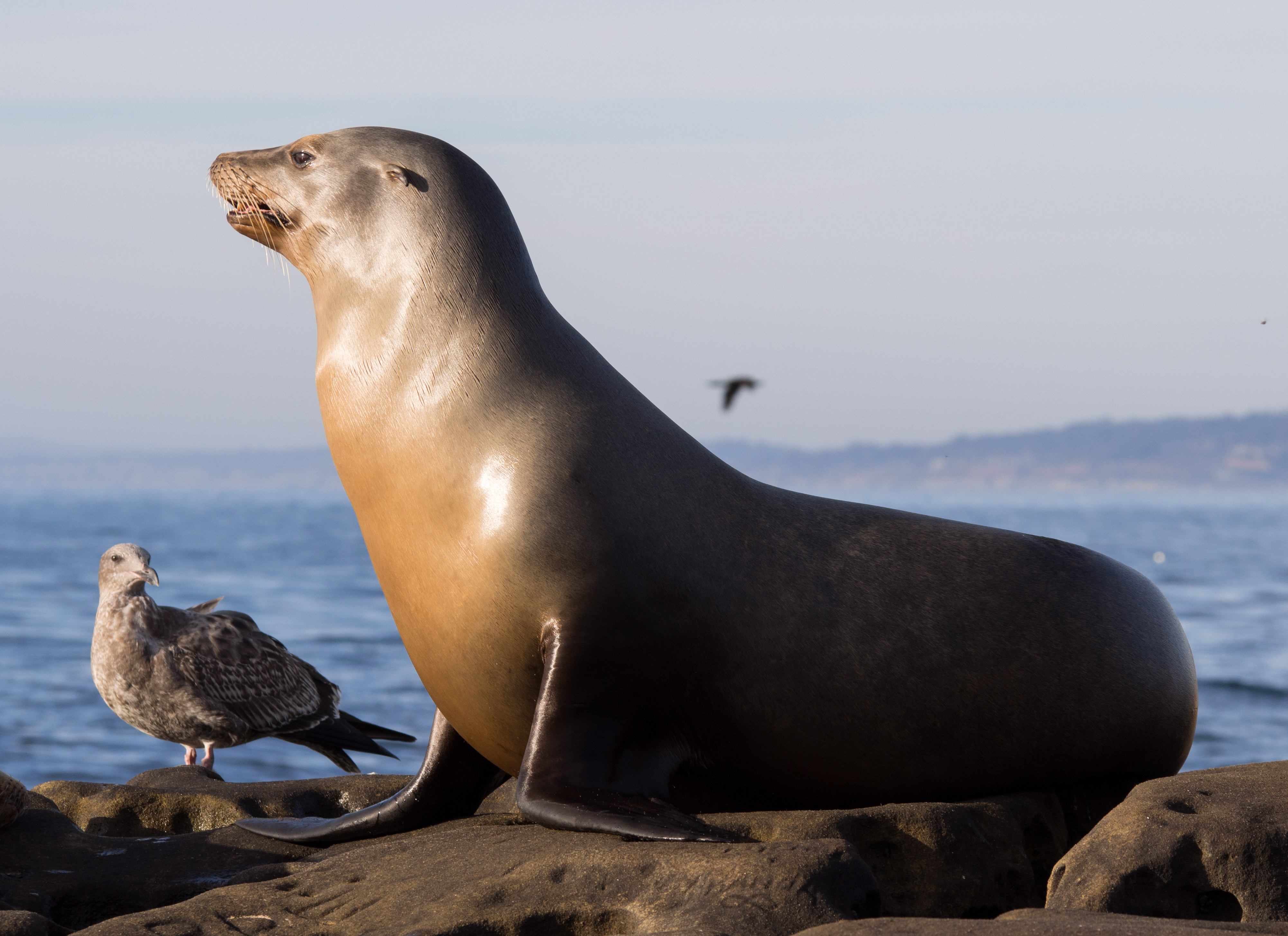
Un león marino de California

La técnica del león marino o sealioning (también escrito sea-lioning y sea lioning) es un tipo de troleo o acoso que consiste en perseguir a las personas con solicitudes persistentes de pruebas o preguntas repetidas, manteniendo una pretensión de civismo y sinceridad. Puede adoptar la forma de «invitaciones incesantes y de mala fe para participar en el debate». El término se originó con una tira de 2014 del webcómic Wondermark de David Malki.

## Descripción
El sealioner o troleador finge ignorancia y cortesía, de modo que si provoca que el objetivo responda con enfado, el troleador o «león marino» puede actuar como la parte agraviada. El troleo puede ser realizado por una sola persona o por un grupo actuando en concierto. La técnica del león marino se ha comparado con la ametralladora de falacias y se ha descrito metafóricamente como un ataque de denegación de servicio dirigido a seres humanos.
Un ensayo en la colección Perspectives on Harmful Speech Online, publicado por el Berkman Klein Center for Internet & Society en Harvard, señaló:

Desde el punto de vista retórico, el sealioning fusiona el cuestionamiento persistente —a menudo sobre información básica, información que se encuentra fácilmente en otros lugares o puntos no relacionados o tangenciales— con un compromiso insistido en voz alta de debate razonable. Se disfraza como un intento sincero de aprender y comunicar. El sealioning funciona así tanto para agotar la paciencia, la atención y el esfuerzo comunicativo del objetivo, como para presentarlo como poco razonable. Aunque las preguntas del «león marino» puedan parecer inocentes, su intención es maliciosa y tiene consecuencias perjudiciales.
Amy Johnson (Berkman Klein Center for Internet & Society, mayo de 2019)

En diciembre de 2020, el diccionario en línea Merriam-Webster enumeró el término como «Palabras que estamos viendo», siendo «palabras que vemos cada vez más en uso pero que aún no cumplen con nuestros criterios de entrada»:

What to know: Sealioning is a harassment tactic by which a participant in a debate or online discussion pesters the other participant with disingenuous questions under the guise of sincerity, hoping to erode the patience or goodwill of the target to the point where they appear unreasonable. Often, sealioning involved asking for evidence for even basic claims.

## Orígenes e historia
El término se originó con una tira de 2014 del webcómic Wondermark de David Malki, donde un personaje expresa su disgusto por los leones marinos y un león marino se entromete para pedirle repetidamente que explique su declaración e intenta (de una manera exageradamente cortés) interrogar sus puntos de vista, siguiendo a los personajes a la privacidad de su propio hogar. La expresión «sea lion» («león marino», en español) fue verbalizada rápidamente en inglés como sealioning. El término ganó popularidad como una forma de describir el troleo en línea y se usó para describir algunos de los comportamientos de quienes participaron en la controversia de Gamergate.
En un estudio de 2016 publicado en First Monday centrado en los usuarios del subreddit /r/KotakuInAction de Gamergate, se encuestó a los participantes sobre lo que creían que constituía el «acoso». Se citó a los participantes afirmando que las «expresiones de sincero desacuerdo» se consideraban acoso por parte de los opositores del foro y que el término se usaba para silenciar las solicitudes legítimas de prueba.